# Anton Martin Schweigaard
Anton Martin Schweigaard (født 11. april 1808 i Kragerø, død 1. februar 1870 i Kristiania) var en norsk retslærd og statsmand, far til Christian Homann Schweigaard.

## Opvækst og ungdom
Schweigaard mistede i tiårsalderen sine forældre og sendtes 13 år gammel til søs. Da sølivet ej smagte ham, bestemtes han efter nogle rejser for handelen og sattes 1822 i huset hos en pastor Koeppen i Østfrisland for at lære tysk og konfirmeres. I de to år, han her tilbragte, lagde han sig imidlertid desuden med iver efter fransk og latin og vendte 16 år gammel tilbage til hjemmet med præstens indtrængende anbefaling til hans slægtninge om at lade ham studere.
Nytår 1825 sattes han derfor i Skiens lærde skole, hvorfra han 1828 afgik til Kristiania Universitet med en for en begyndende student usædvanlig kundskabsfylde, navnlig i de klassiske fag. Allerede december 1831 tog han med særlig udmærkelse juridisk eksamen, levede så nogen tid som en meget søgt juridisk manuduktør, men fik derpå 1833 tildelt et videnskabeligt rejsestipendium, som han anvendte til under ophold i Berlin, Paris og København samt kortere besøg i flere tyske universitetsstæder at orientere sig i den europæiske retsvidenskabs metode og filosofiske grundlag.

## Embedskarriere
Ved hjemkomsten maj 1835 udnævntes han til lektor i lovkyndighed ved universitetet, hvilket embede 1840 gik over til en professorpost i "lovkyndighed, statsøkonomi og statistik". Fra 1846 fungerede han tillige som en af de tre administratorer ved Norges Banks afdeling i Kristiania. Dette er de lidet bugtede, ydre omrids af et liv, der tidlig bragte mange af hans landsmænd til i ham at erkende "Norges bedste søn".
Allerede 1832 havde han deltaget i stiftelsen af det litterære ugeskrift Vidar, hvis tendens gik ud på en reformerende indarbejdelse i norsk kulturliv af samtidens almen-europæiske dannelsesspirer. Betegnende er i så henseende, at dets af Schweigaard forfattede, første artikel handlede "om Nødvendigheden af at indskrænke Sprogstudiets Omfang i den lærde Undervisning", idet den i tilslutning til visse tyske tankegennembrud tog ordet for realdannelsens berettigelse ved siden af den klassiske.
Dette standpunkt fastholdt Schweigaard senere altid, og han har en væsentlig andel i, at Norge ud gennem århundredet sagde sig løs fra latinvældet. Men på den anden side ivrede han for en så befrugtende national deltagelse i det moderne åndsliv, som forholdene tillod. Han og den kreds, som sluttede sig om ham og hans nærmeste kampfælle, digteren Welhaven, havde åbent øje for, at den danske litteratur stod Europas åndelige bevægelse betydelig nærmere, end tilfældet kunde være med den i det første vårbrud fremspirende norske.
Derfor bekæmpede han energisk den ultranorske retning, som i en voldsom løsrivelse fra det dansk-norske litterære fælleseje så en livsbetingelse for nationens selvstændige udvikling — se især hans artikel i "Vidar" for november 1832 "om den litterære Antidanskhed", hvor man finder det samme grundsyn, som Welhaven et par år efter i "Norges Dæmring" iklædte digtets form. Også i strengere videnskabelig retning tog han allerede i "Vidar" til orde. Navnlig skrev han i skikkelse af en anmeldelse en afhandling om Norges bankvæsen, der vakte opsigt ved den kyndighed, han viste på et område, hvor han senere vedblev at erkendes som landets første autoritet.
Under studierejsen til udlandet leverede han i Revue étrangére de Législation en redegørelse for kvindens stilling efter dansk og norsk ret samt — tilskyndet ved en samtale med Heinrich Heine — i La France Litéraire en kritisk vurdering af den tyske filosofi, hvori han gennem lige så kraftig tilspidsede som klart og livlig motiverede indvendinger fremtræder som en bestemt modstander af enhver abstrakttranscendental og derimod som udpræget tilhænger af en nøgtern empirisk, nærmest om den engelske filosofi mindende livsopfatning.
En lignende, i indignerede udtryk formuleret dom over den tyske filosofis ufrugtbarhed udtalte han i nogle Betragtninger over Retsvidenskabens nuværende Tilstand i Tyskland (i dansk Juridisk Tidsskrift, bind XXIII), hvori han desuden skarpt angriber den daværende tyske jurisprudens for dens tomme systematik, men samtidig viser, at han ikke havde fuld forståelse af den nye historiske skoles program og fortjenester af retsvidenskaben.
I sin betragtning af dette fags mål og midler sluttede han sig overhovedet nærmest til Ørsted efter dennes brud med naturretsfilosofien. Ligesom han gør Schweigaard studiet af den positive ret og retslivets praktiske realiteter til hovedøjemed. Men han går i anvendelsen heraf mere ensidig til værks end den store danske og berøver i virkeligheden lovkyndigheden den støtte hos en dybere lagt, på een gang rationel og historisk retsopfatning, som den i egenskab af et i sig selv afsluttet og homogent, men tillige fremadskridende hele ikke kan undvære.
Den ædruelig positive, stærkt interpretatoriske eller, som Schweigaard selv kaldte den, "analytisk-deskriptive" metode, isom han gennem sin overlegne indflydelse for over en menneskealder gjorde til den herskende i norsk jurisprudens, viste sig da heller ikke egnet til at vække og vedligeholde lidenskabeligt liv blandt juristerne. De blev gode og sikre praktikere; men litterær udfoldelse blev der, bortset fra Schweigaards egen produktion, længe lidet af. Med denne begrænsning af Schweigaards retsvidenskabelige synsvidde hang imidlertid til gengæld på det nøjeste sammen hans skarpe blik for de økonomiske samfundsfaktorers betydning og næringslivets udviklingsvilkår.
På dette område, hvor hans virke rager højt op over enhver anden enkeltmands i det skandinaviske Norden, blev han sjælen i det intense organisatoriske arbejde, som ledsagede og betingede Norges overraskende hurtige materielle opkomst i årtierne før og efter århundredets midte. Tidligere og klarere end nogen så han, at Norge, med sin overflod af råprodukter og arbejdskraft i enkelte særskilte retninger, mere end noget andet nord-europæiskt kand var henvist til at drage fordel af omsætning og fragtfart på udlandet, og at derfor de på hans tid så uimodståelig fremtrængende internationale frihandelsanskuelser var særlig skikkede til at bryde vej for nordmændenes foretagsomhed og fremgang.
Således blev han rihandelsprincippets utrættelige talsmand, om han end heri som i al sin færd var vidt fjernet fra at ville forcere udviklingen, en tilbøjelighed, som derimod hans disciple og tilhængere ikke altid i samme Grad viste sig fri for. Sin offentlige virksomhed åbnede Schweigaard efter sin tiltrædelse af en universitetslærers stilling ved 1836 at indtræde som en af hovedredaktørerne af det liberalt-konservative dagblad Den Constitutionelle, hvori han leverede en række udførlige, til dels banebrydende essays til belysning af næringsvejenes krav på bank-, mønt-, told- og handelsområderne, og hvor han ligeledes fortsatte sin polemik lige over for filologerne og deres ensidige skoleundervisning.
Tillige havde han fra efteråret 1835 i sine økonomiske forelæsninger hævdet frihandelsteorien som det for hans tid og land mest lovende system. Det lykkedes ham da også straks i ganske udmærket forstand at vinde sine landsmænds øre. Bestræbelserne for at befrie næringslivet for alle hemmende bånd og skranker blev i en menneskealder udviklingens løsen i Norge, og Schweigaard, som fra 1842 til og med 1869 var hovedstadens repræsentant på Stortinget, samt allerede fra 1839 og senere i en årrække så godt som til stadighed virkede som medlem af eller formand i kongelige kommissioner til udarbejdelse af de fleste hidhørende indstillinger og forslag, var den centrale kraft i bevægelsen.
For her blot at nævne de mest iøjnespringende resultater af hans arbejde, så danner handelsloven af 1842, toldloven af 1845, brændevinslovgivningen af 1845—48, hvorved en dybtgående social reform ved hjælp af en ny beskatningsform og stærke bånd på produktion og udskænkning blev gennemførte, maltbeskatningen af 1857, beslutningen af 1857 om afskaffelse af den latinske stil til artium, anlægget af den første jernbane i landet såvel som overhovedet kommunikationsvæsenets for Norge så særlig vigtige udvikling, søfartsloven af 1860 og søfartens frigørelse for de mange den tidligere stængende tyngsler og omsvøb, en række betydningsfulde love angående bank-, penge- og kreditvæsenet, alt sammen vidnesbyrd om hans kyndige og energiske foregang.

## Forfattervirksomhed
Side om side hermed gik hans videnskabelig litterære virksomhed (Norges Statistik, 1840, ufuldendt; Den norske Handelsret, 1841; Kommentar over den norske Kriminallov, 1844—46; Den norske Proces, 1849 ff.; Om Konkurs-, Skifte- og Arvebehandling, 1871, posthumt), ligesom han heller ikke afbrød sine forelæsninger under de lange og anstrengende, treårige Stortingssamlinger. I den egentlige storpolitik var Schweigaard derimod meget tilbageholdende og lidet interesseret. Enhver partiorganisation var ham personlig imod, og han deltog aldrig i noget dertil sigtende. Af beslægtet grund afslog han også gentagne kaldelser til at indtræde i statsrådet.
I henseende til politisk opfattelse var han nærmest en "nationalliberal", moderat tilhænger af den engelske konstitutionalisme og en udpræget forfægter af den personlig individuelle frihed. Men med dette standpunkt blev han en ubekvem hindring for de elementer i nationen, som opfattede friheden som enstydig med den videst mulige individuelle adgang til at være medbestemmende i landsstyret. Fra sådanne hold betragtedes Schweigaard som "bureaukratiets" høvding og talerør, hvad han var i meget mindre grad, end dettes egentlige repræsentanter ønskede.
Hvor lidet han modsatte sig bøndernes fremadskridende tilegnelse af den politiske magt i landet, når deres krav syntes ham formelt berettigede, viste han især ved at sætte igennem den afgørende grundlovsforandring af 1859, hvorved landdistrikterne på ny sikredes 2/3 af Stortingsrepræsentationen, en oprindelig ordning, som byernes raske vækst i perioden forud ganske havde kuldkastet. Disse havde til sidst valgt 50 af 117 repræsentanter, uagtet deres folkemængde kun udgjorde omtrent 1/7 af hele landets.
Også i henseende til rigets forhold udad var Schweigaard talsmand for en bramfri, men samtidig fast holdning. Skønt en bestemt tilhænger af unionen med Sverige, redigerede han Stortingets i form som sag uangribelige adresse til kongen i statholderstriden. Som en varm ven af skandinavisk samvirke var det ham en sorg 1864 at måtte anbefale at knytte de forenede rigers aktive optræden til betingelsen for en stormagtsalliance.
Når Schweigaard således i en sum kan betragtes og blev betragtet som sin tids og dens bestræbelsers mest repræsentative nordmand, så bidrog tillige til den høje anseelse, han fra alle sider nød, ikke mindst hans personlighed. "Et saa dybt uudsletteligt Indtryk", udtaler den tyske præst, til hvem han i opvæksten kom i huset, "har næsten intet andet Menneske gjort paa mig som denne 14 Aars Gut". Og den samme karakterens umiddelbare, uselvisk virksomme og ophøjede idealitet prægede ham til hans sidste stund, da hans hjerte brast af smerte over hustruens død.
En samling Ungdomsarbejder, bestående af Schweigaards forelæsninger over den politiske økonomi og afhandlinger om Norges Bank, indførselstolden og dens historie og den tyske filosofi, blev udgivet 1904 af Oskar Jæger og Fredrik Stang den yngre.